# Comuna Cireșu, Mehedinți
Cireșu este o comună în județul Mehedinți, Oltenia, România, formată din satele Bunoaica, Cireșu (reședința), Jupânești și Negrușa.
Comuna Cireșu este situată în partea de nord-vest a județului Mehedinți. Zona prezintă un relief predominant deluros cu formațiuni carstice, cu poieni și lunci străbătute de râurile Bahna și Topolnița. Regimul climateric este de tip temperat cu influențe mediteraneene cu o temperatură medie anuală de 8-9 grade C.
Principalele atracții turistice ale zonei cuprind Complexul carstic "Topolnița - Epuran" (Peștera Topolnița, Peștera Epuran), cuptoarele dacice de prelucrare a fierului și formațiunea naturală cunoscută sub numele de "Cocoșul de Munte".

## Demografie
Componența etnică a comunei Cireșu
     Români (90,06%)
     Alte etnii (0%)
     Necunoscută (9,94%)
Componența confesională a comunei Cireșu
     Ortodocși (89,86%)
     Alte religii (0,21%)
     Necunoscută (9,94%)
Conform recensământului efectuat în 2021, populația comunei Cireșu se ridică la 483 de locuitori, în scădere față de recensământul anterior din 2011, când fuseseră înregistrați 572 de locuitori. Majoritatea locuitorilor sunt români (90,06%), iar pentru 9,94% nu se cunoaște apartenența etnică. Din punct de vedere confesional, majoritatea locuitorilor sunt ortodocși (89,86%), iar pentru 9,94% nu se cunoaște apartenența confesională.

## Politică și administrație
Comuna Cireșu este administrată de un primar și un consiliu local compus din 9 consilieri. Primarul, Doru Țârlui[*], de la Partidul Social Democrat, este în funcție din 2000. Începând cu alegerile locale din 2024, consiliul local are următoarea componență pe partide politice:
|  | Partid                    | Consilieri | Componența Consiliului | Componența Consiliului | Componența Consiliului | Componența Consiliului | Componența Consiliului | Componența Consiliului |
|  | ------------------------- | ---------- | ---------------------- | ---------------------- | ---------------------- | ---------------------- | ---------------------- | ---------------------- |
|  | Partidul Social Democrat  | 6          |                        |                        |                        |                        |                        |                        |
|  | Partidul Național Liberal | 3          |                        |                        |                        |                        |                        |                        |